# Rezar (lutador)
Gzim Selmani (Amsterdam, 16 de junho de 1994) é um lutador de artes marciais mistas e luta livre profissional neerlandês. Ele é mais conhecido por seu tempo na WWE, onde atuou sob o nome no ringue Rezar.
Após assinar com a WWE em 2015, Rezar se uniu a Akam como parte do The Authors of Pain, com quem conquistou o Campeonato de Duplas do NXT e o Campeonato de Duplas do Raw da WWE uma vez, além de vencer o torneio Dusty Rhodes Tag Team Classic de 2016. Até o momento, Selmani é o primeiro e único albanês do Kosovo a lutar na WWE.

## Início de vida
Selmani nasceu em Amsterdam, Países Baixos, e cresceu em Huizen. Ele tem etnia kosovo-albanesa. Ele começou a praticar judô com quatro anos, kickboxing aos doze e começou a treinar artes marciais mistas com seu irmão Egzon aos 15 anos.

## Carreira nas artes marciais mistas
Selmani juntou ao Golden Glory e começou a competir em competições de artes marciais mistas amadoras nos Países Baixos em 2012. Sua primeira luta profissional foi em novembro daquele ano contra Anatoli Ciumac, que ele ganhou. Ele enfrentou Ante Delija no Final Fight Championship 05 e perdeu por TKO. Selmani derrotou Mario Milosavljevic em novembro de 2013 e Tomaž Simonič no FFC 10. Foi derrotado por Oli Thompson em 18 segundos no evento principal do BAMMA 15 em 5 de abril de 2014.  Selmani também competiu no Bellator 130 em outubro de 2014, perdendo por TKO para Daniel Gallemore.

### Cartel
| Cartel no MMA   |            |            |
| 6 lutas         | 4 vitórias | 2 derrotas |
| Por nocaute     | 1          | 2          |
| Por finalização | 3          | 0          |
| Por decisão     | 0          | 0          |

| Res.    | Cartel | Oponente            | Método                          | Evento                                        | Data                   | Round | Tempo | Local                           | Notas |
| ------- | ------ | ------------------- | ------------------------------- | --------------------------------------------- | ---------------------- | ----- | ----- | ------------------------------- | ----- |
| Derrota | 4–2    | Daniel Gallemore    | TKO (socos)                     | Bellator 130                                  | 24 de outubro de 2014  | 2     | 4:33  | Mulvane, Kansas, Estados Unidos |       |
| Vitória | 4–1    | Oli Thompson        | Submissão técnica (guilhotina)  | BAMMA 15                                      | 5 de abril de 2014     | 1     | 0:18  | Londres, Reino Unido            |       |
| Vitória | 3–1    | Tomaz Simonic       | Submission (arm-triangle choke) | Final Fight Championship 10                   | 13 de dezembro de 2013 | 1     | 1:54  | Skopje, República da Macedônia  |       |
| Vitória | 2–1    | Mario Milosavljevic | Submissão (guilhotina)          | Bosnia Fight Championship 1                   | 9 de novembro de 2013  | 1     | 0:35  | Sarajevo, Bósnia e Herzegovina  |       |
| Derrota | 1–1    | Ante Delija         | TKO (socos)                     | Final Fight Championship 5                    | 24 de maio de 2013     | 1     | 3:09  | Osijek, Croácia                 |       |
| Vitória | 1–0    | Anatoli Ciumac      | TKO (aposentadoria)             | Klash Champions Battlefield 4 - Road to Glory | 24 de novembro de 2012 | 2     | 5:00  | Brasov, Romênia                 |       |

## Carreira na luta livre profissional

### WWE

#### NXT (2015–2020)

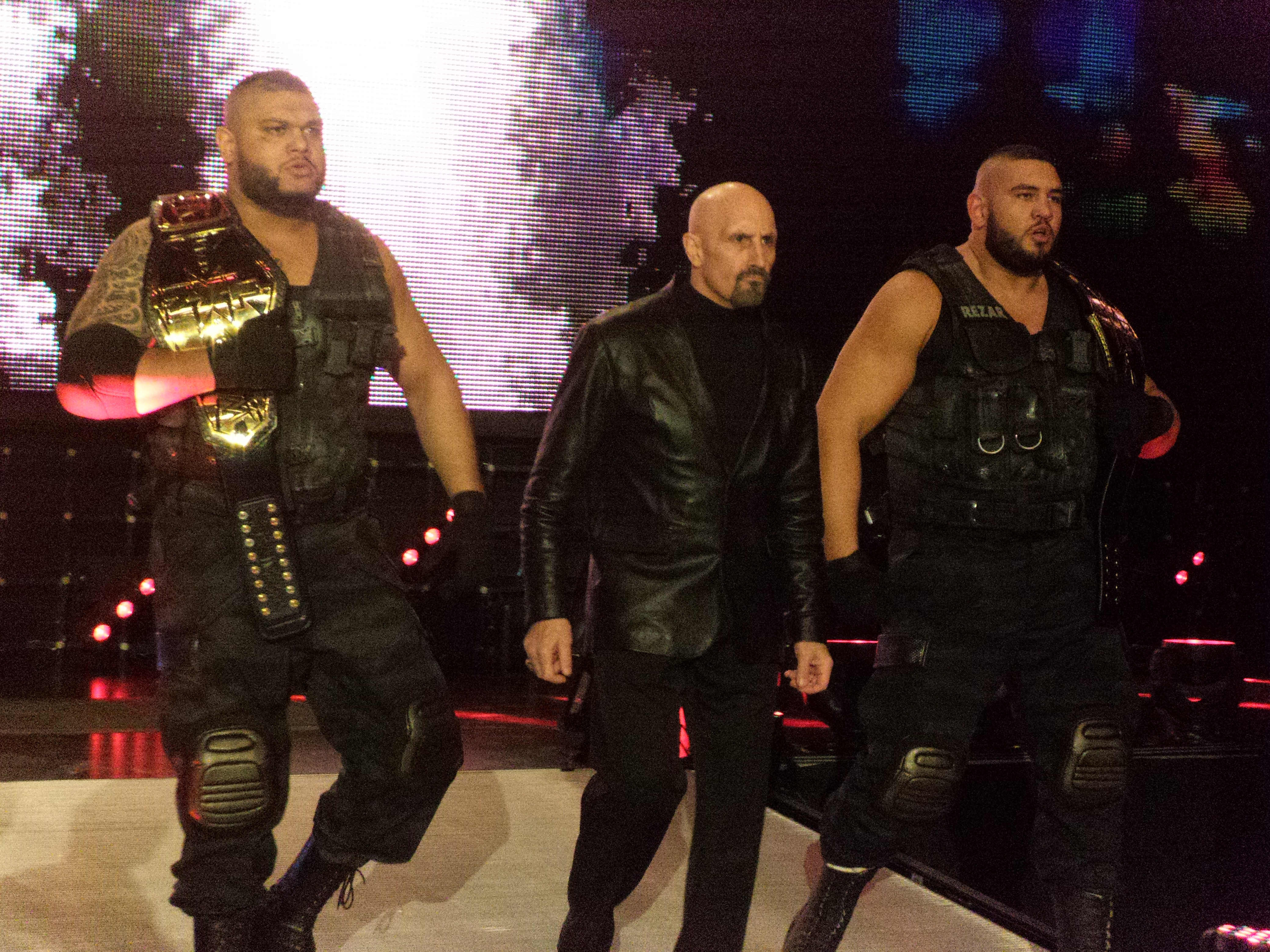
Akam (esquerda) e Rezar (direita) com Paul Ellering (meio), como campeões de duplas do NXT em fevereiro de 2017.

Em maio de 2015, foi relatado que Selmani tinha assinado um contrato com a WWE e iria começar a treinar para se tornar um lutador profissional no WWE Performance Center. Em outubro de 2015, a WWE confirmou sua contratação. Ele fez sua estreia em ringue em um evento ao vivo do WWE NXT em Veneza, Flórida, em 30 de janeiro de 2016, perdendo para Josh Woods. Em fevereiro de 2016, Selmani tinha formado uma equipe com Sunny Dhinsa, e eles se tornaram conhecidos como The Authors of Pain em abril.
Selmani e Dhinsa fizeram suas estreias televisionados em 8 de junho de 2016 no NXT TakeOver: The End; depois da luta pelo Campeonato de Duplas do NXT, eles atacaram os ex-campeões American Alpha (Chad Gable e Jason Jordan) antes de irem embora com Paul Ellering. No NXT de 15 de junho, os Authors of Pain ganharam seu primeiro combate, mais uma vez acompanhados por Ellering. Em 19 de novembro, a dupla ganhou o torneio Dusty Rhodes Tag Team Classic de 2016, derrotando os TM-61 na final no NXT TakeOver: Toronto. No NXT TakeOver: San Antonio, eles ganharam o Campeonato de Duplas do NXT depois de derrotarem os #DIY (Johnny Gargano e Tommaso Ciampa). Eles mantiveram o título no NXT TakeOver: Orlando ao derrotarem #DIY e The Revival em uma luta triple threat de eliminação de duplas, eliminando ambas as equipes. No NXT TakeOver: Chicago, a dupla participou do primeiro evento principal de um TakeOver pelo Campeonato de Duplas do NXT, derrotando #DIY em uma luta de escadas para manter o título. No NXT TakeOver: Brooklyn III, os Authors of Pain perderam os títulos para o SAnitY. No NXT TakeOver: WarGames, os Authors of Pain e Roderick Strong competiram em uma luta WarGames de três equipes, que foi vencida pela The Undisputed Era. No NXT TakeOver: Philadelphia, os Authors of Pain enfrentaram Bobby Fish e Kyle O'Reilly pelo Campeonato de Duplas do NXT, mas não tiveram sucesso. No NXT TakeOver: New Orleans, os Authors of Pain competiram em uma luta triple threat de duplas pelo Campeonato de Duplas do NXT e pelo troféu Dusty Rhodes Tag Team Classic, que foi vencida pela Undisputed Era (Adam Cole e Kyle O'Reilly).
No episódio de 9 de abril do Raw, The Authors of Pain, junto com Ellering, fizeram sua estreia no plantel principal, derrotando Heath Slater e Rhyno. Após a luta, Akam e Rezar encerraram a parceria com Ellering empurrando-o e deixando-o ao lado do ringue quando voltaram aos bastidores. No episódio de 3 de setembro do Raw, The Authors of Pain, agora sob o nome abreviado de "AOP", foram acompanhados ao ringue pelo gerente geral do 205 Live, Drake Maverick, que se anunciou como seu novo manager.
No episódio de 5 de novembro do Raw, The Authors of Pain derrotaram Seth Rollins em uma luta handicap para conquistar o Campeonato de Duplas do Raw pela primeira vez. Eles derrotaram os campeões de duplas do SmackDown, Cesaro e Sheamus, em uma luta intermarca Campeão vs. Campeão no Survivor Series. Eles perderam os títulos para Bobby Roode e Chad Gable no episódio de 10 de dezembro do Raw. Em janeiro de 2019, Akam sofreu uma lesão não revelada na perna que supostamente o manteria afastado por "pelo menos alguns meses". Ele e Akam voltaram à ação no Super ShowDown em 7 de junho de 2019.
Em setembro de 2019, a AOP começou a aparecer em vinhetas promovendo sobre seu retorno. Durante o Draft da WWE 2019 em outubro, AOP não foi draftado, tornando-se agente livre e podendo escolher com qual marca assinar. Três dias após a conclusão do draft, a AOP assinou com o Raw, permanecendo na marca. Eles então começaram a uma aliança com Seth Rollins depois de ajudarem a derrotar Kevin Owens no Raw após o Survivor Series. Em março de 2020, foi noticiado que Rezar sofreu uma lesão no bíceps, colocando a equipe em um hiato.  Em 4 de setembro de 2020, a AOP foi dispensada de seus contratos com a WWE.

### Circuito independente (2022)
Em maio de 2022, Gzim Selmani e Sunny Dhinsa, agora conhecidos como Legion of Pain, anunciaram o lançamento de sua promoção de luta profissional, Wrestling Entertainment Series (WES).

### Retorno à WWE (2023–2025)
De acordo com um relatório de Sean Ross Sapp da Fightful em 30 de agosto de 2023, os Authors of Pain assinaram novamente com a WWE em 2022 antes do retorno de Vince McMahon como presidente em janeiro de 2023 e eles estavam na lista de viagens internas a partir de maio de 2023.
Durante o episódio de 22 de dezembro de 2023 do SmackDown, Akam e Rezar foram mostrados em uma vinheta por Karrion Kross e Scarlett, sinalizando que eles retornariam como parte de uma aliança. No SmackDown: New Year's Revolution, Rezar, ao lado de Akam e Paul Ellering, retornaram à televisão e ajudaram Karrion Kross e Scarlett a atacar Bobby Lashley e os Street Profits (Angelo Dawkins e Montez Ford), confirmando sua aliança no processo. AOP retornou aos ringues na edição de 16 de fevereiro do SmackDown, onde enfrentou os talentos do NXT, Beau Morris e Javier Bernal, em uma luta squash. Na Noite 2 da WrestleMania XL, o grupo perdeu para o The Pride em uma Philadelphia Street Fight. No episódio seguinte do NXT, The Final Testament fez seu retorno ao NXT com AOP atacando Axiom e Nathan Frazer, que haviam acabado de conquistar o Campeonato de Duplas do NXT de Baron Corbin e Bron Breakker.
Durante a Noite 2 do Draft da WWE, que ocorreu em 29 de abril de 2024, Rezar foi transferido para o WWE Raw, com o resto do The Final Testament. Na semana 2 do Spring Breakin', Rezar e Akam não tiveram sucesso em vencer os campeões de duplas do NXT de Axiom e Nathan Frazer após interferência de New Catch Republic. Os dois membros do Authors of Pain e seu manager Paul Ellering foram liberados de seus contratos em 7 de fevereiro de 2025.

## Outras mídias
Rezar fez sua estreia nos videogames como personagem jogável no WWE 2K18 e desde então apareceu no WWE 2K19, WWE 2K20, WWE 2K Battlegrounds e WWE 2K25.

## Títulos e prêmios
- Pro Wrestling Illustrated
  - PWI colocou-o na 372ª posição dos 500 melhores lutadores no PWI 500 em 2016[47]
- WWE
  - Campeonato de Duplas do Raw da WWE (1 vez) – com Akam[48]
  - Campeonato de Duplas do NXT (1 vez) – com Akam[49]
  - Dusty Rhodes Tag Team Classic (2016) – com Akam